# People’s Congress Party
Die People’s Congress Party (dt.: Volkskongresspartei) war eine Politische Partei in den Salomonen. 

## Geschichte
Sie wurde von Fred Fono während des Wahlkampfes zu den Wahlen 2010 gegründet. Fono war zu diesem Zeitpunkt stellvertretender Premierminister und hatte bis dahin zur People’s Alliance Party gehört.
Fono erklärte bei der ersten Veröffentlichung der Parteiziele ihr Schwerpunkt werde auf „Maßnahmen zur Korruptionsbekämpfung, wie der Reform der umstrittenen Fonds zur Entwicklung ländlicher Wahlkreise, und auf der Schaffung von Arbeitsplätzen für Salomonen“ liegen („anti-corruption measures, such as reforming the controversial rural constituency development funds, and on creating jobs for Solomon Islanders“). Während des Wahlkampfs sagte er, dass die Infrastruktur „ihre Priorität sein werde“ („treat infrastructure as its priority“), etwa der Ausbau der Straßen im Land. Er verwies auf seinen eigenen Wahlkreis Central Kwara’ae (Malaita) und argumentierte, dass er eine Verbesserung der Wasserversorgung und Gesundheitsversorgung erreicht habe. Die Partei werde außerdem „Anreize zur Stimulierung der wirtschaftlichen Aktivitäten in den ländlichen Gebieten schaffen“ („create incentives to stimulate economic activities in the rural areas“), mit dem Ziel, „den Export von Kakao, Kopra, Fisch und Schnittholz zu verdoppeln“ („double the export of cocoa, copra, fish and sawn timber“). Zur Debatte über die Möglichkeit, reservierte Sitze für Frauen im Parlament zu schaffen, erklärte er, dass diese unnötig seien und dass die Parteien stattdessen weibliche Kandidaten aufstellen sollten, um sie in den politischen Mainstream zu bringen; Er wies darauf hin, dass seine Partei bei der Wahl sechs Kandidatinnen aufstellen werde. Er sagte jedoch, dass er maximal vier reservierte Sitze unterstützen würde, wenn Frauen gegen Männer bei der Wahl 2010 keinen Erfolg hätten.
Die Partei errang einen Sitz mit 0,7 % der Stimmen, trat jedoch bereits 2014 nicht mehr an.